# Deuteronomos effuscaria
Deuteronomos effuscaria là một loài bướm đêm trong họ Geometridae.